# Euarchonta
Euarchonta — грандряд клади Euarchontoglires, має три ряди: Летючі лемури (Dermoptera), Примати (Primates), і Тупаєподібні (Scandentia).
Летючих лемурів (Dermoptera) і Тупаєподібних (Scandentia) раніше входили до ряду Приматів (Primates). Недавні дані (1999), в який вчені виявили різність між рядами, довели особливість цих тварин, і підтвердили їх несхожість із Приматами.

## Ряди і родини
- Euarchonta
  - Летючі лемури (Dermoptera)
  - Примати (Primates)
  - Тупаєподібні (Scandentia)

```
──
Euarchontoglires

   ├──
Euarchonta

   │  ├──
Scandentia

   │  └──
Primatomorpha

   │     ├──
Dermoptera

   │     └──
Primates

   │
   └──
Glires

      ├──
Lagomorpha

      └──
Rodentia
```